# Список умерших в 948 году

## Июнь
- 15 июня — Роман I Лакапин, византийский император (920—944)[1].

## Сентябрь
- Абу Тахир Язид ибн Мухаммед, 6-й Ширваншах (917-948).

## Дата смерти неизвестна или требует уточнения
- Блакайр, король Дублина (941—945, 947—948)[2].
- Жольт, правитель венгров (907—946/947).
- Кудама ибн Джафар, чиновник при дворе Аббасидов[3].
- Сунифред II, первый наследственный граф Уржеля (897—948)[4].